# 美国驻上海总领事馆

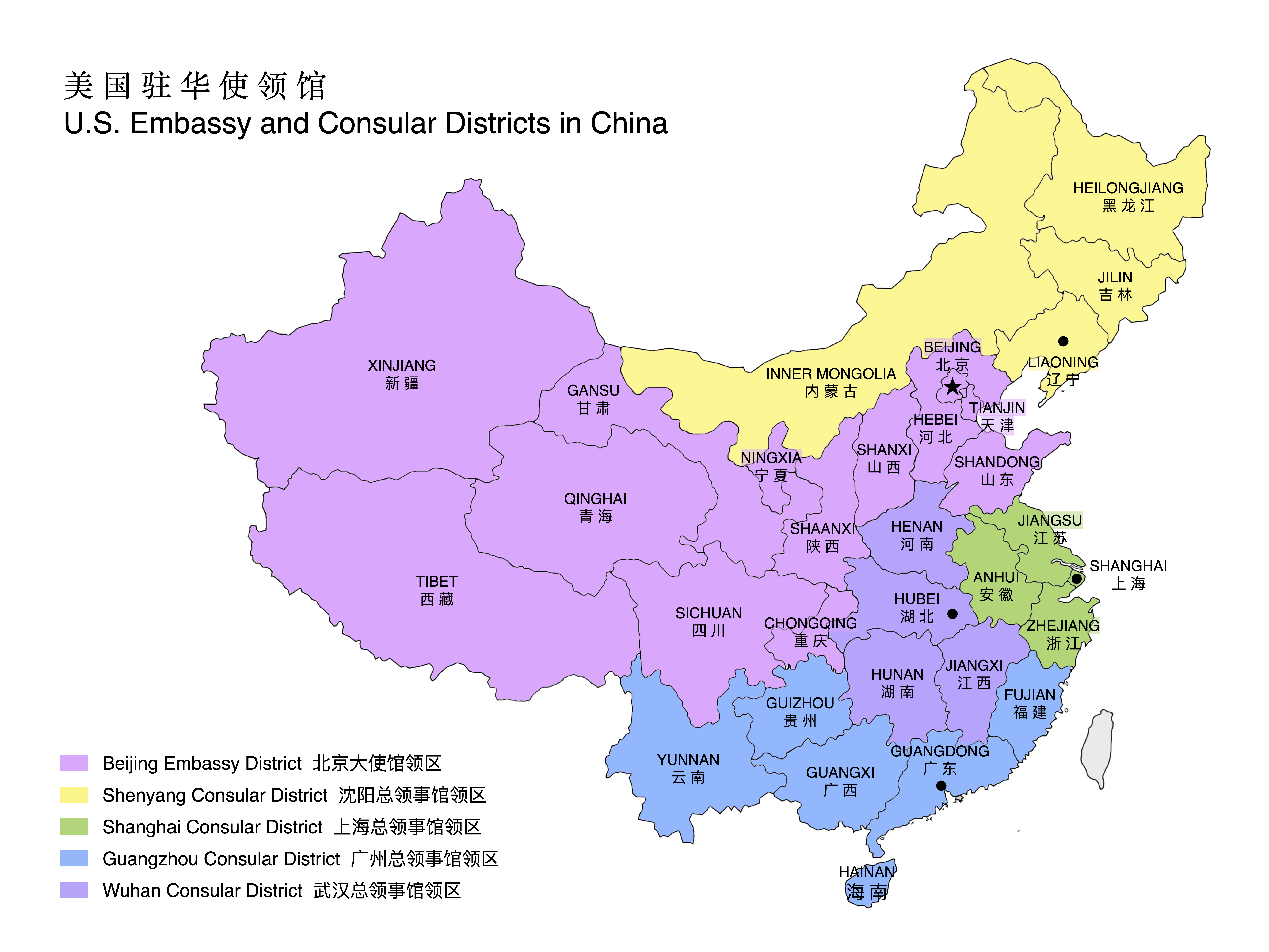
图中绿色的地区为美国驻上海总领事馆的领区范围

美利坚合众国驻上海总领事馆（英語：Consulate General of the United States of America in Shanghai）始建于1844年，1979年中华人民共和国与美国建交后于1980年重新开馆，现位于上海市徐汇区淮海中路1469号。领区范围包括上海市、江苏省、浙江省、安徽省。

## 历史
美国驻上海总领事馆的历史可以追溯到美中两国建交初期，它是远东地区历史最悠久的美国外交和领事机构之一，也是美國在華设立的第二座外交机构，僅次于廣州領事館。

### 设立和发展

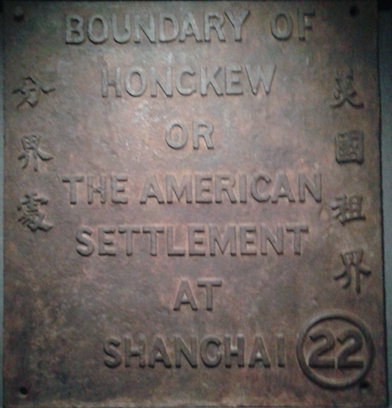
美国租界分界碑

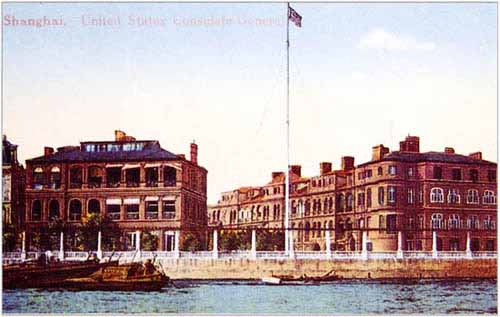
1910年代时的美国驻上海总领事馆

上海第一个美国领事机构的成立可以追溯到19世纪中期，早在1844年美国与中国清政府签订了《和平、友好、贸易条约》。在没有官方任命领事的情况下，一家波士顿贸易公司驻沪办事处的美国商人吴利国（Henry Wolcott，吴利国）在其外滩附近的办公室顶上升起了星条旗，遂成为第一任美国驻上海代领事。
1854年，面对着美国在上海与日俱增的贸易和利益，美国政府任命马辉（Robert Murphy）为首任官方美国驻上海领事。他的办公室坐落在苏州河北岸的黄浦路36号，那个地区很快就成为了美租界的中心区域。随着上海与西方的联系日趋紧密，美领馆也随之发展。
1861年，林肯总统任命熙华德为美国驻上海领事，两年后将其提升为总领事。熙华德在任的15年间，美租界有所扩大，并与其他外国租界合并，形成了国际租界。到了20世纪初，超过1,500名美国人定居上海。美国社区在上海成立公司、开设医院、学校和教育交流机构，进而推动了上海的经济发展和生活进步。1916年，为了满足员工人数的迅猛增长和工作范围日益扩大的需求，美领馆迁至黄浦路13-14号的新楼之中。价值35.5万美元的新楼是当时全球价格最高的美国使领馆建筑。到了20世纪30年代，美领馆拥有10名来自美国国务院的官员，一名来自商务部的贸易专员，一名来自农业部的专员，一个美国驻華法庭、监狱、码头、邮局以及来访美國海军和海军陆战队的阅兵场。

### 从世界大战到冷战
在二战之前，上海曾经是世界第7大城市，也一度是亚洲的金融和商贸中心。然而，1932年日本袭击上海的闸北区，致使多年来上海和西方的贸易交往陷于混乱之中。1933年的事态发展使美国驻上海总领事馆80年来第一次离开了美租界，迁至苏州河南岸。最初坐落在江西路248－250号的Kalee酒店旧址，1936年又迁至江西路和福州路西南拐角的开发大楼之中。而1941年12月，日军攻入上海迫使美领馆在战争期间闭馆。
1945年9月5日，日军投降后不到1个月，美领馆即在外滩28号的格林邮船大楼旧址重新开馆，该大楼是战争期间德国领馆的所在地。战后的上海与战前迥然不同，外国租界均已被废除，而整个国家不久就陷入了内战。
1949年5月29日，中国人民解放军挺进上海。新成立的中华人民共和国政府并不承认领馆官员的外交地位，1950年4月25日，总领事马康卫降下美国国旗，并关闭领馆。直到几十年后，美中两国才恢复正式外交关系，美领馆才重新开馆。

### 重生和复兴

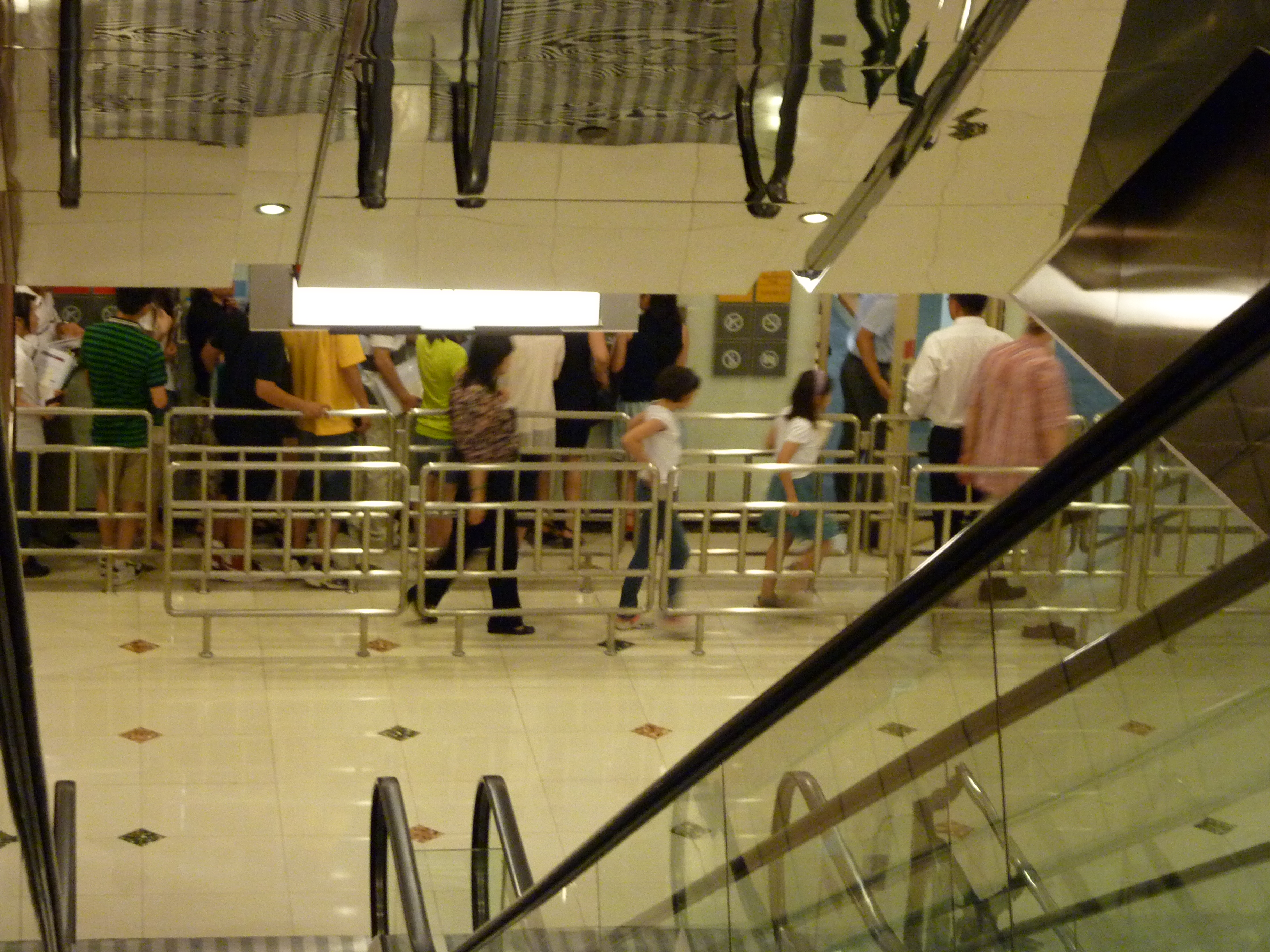
位于梅龙镇广场内的美国驻上海总领事馆美国签证中心及美国公民服务处

1972年，随着《上海公报》的签署，上海成为美中关系正常化的象征。1980年4月28日，几乎恰好在闭馆30年之后，美领馆于其现址：淮海中路1469号重新开馆，一位旧时领馆的中方员工将一面美国国旗交给当时的总领事唐纳德·安德逊(Donald Anderson)，这正是30年前上任总领事降下的那面国旗。此後这面国旗悬挂在领馆接待室中，成为新旧领馆历史纽带的象征。
现在的领馆大楼始建于1921年，主楼是一幢法国文艺复兴时期风格的小洋楼。在美领馆迁入之前，该建筑几易其主。最初是当时亚洲最大的英国贸易公司怡和洋行公司。在二战期间，一位日本商人携其家属入住，随后又成为瑞士总领事的家宅。在1946年，纺织业巨贾的后裔荣鸿元购置该处地产，但是不久后即离开上海。随着中华人民共和国的成立，这一建筑归妇联使用，在文革时期一度是“政治教育”中心，其后又成为政府迎宾馆，直到美领馆签订合约，成为小洋楼的新主人。领馆现址占地面积3英亩，包括若干外围建筑，一片橘林，园林假山和一个鲤鱼池。1997年和2003-2005年，领馆进行过两次大规模的内外整修，以保存建筑美感，提升建筑效用。
美国驻上海总领事馆本馆的签证业务于2003年4月10日后停止办理。2003年4月17日，美国驻上海总领事馆领事处搬迁至梅龙镇广场，办理签证业务和美国公民服务。

## 事件

### 欧立夫事件
1949年7月6日，上海市百万军民举行庆祝上海解放、纪念“七七”抗战大游行。当天下午16时许，美国驻上海副领事威廉姆·欧立夫（William M. Olive）驾驶一辆03-6235号小轿车驶至溧阳路东长治路口时，冲入游行队伍。值勤民警即上前阻拦后，欧立夫继续踩动油门欲强行通过。民警随把欧立夫带至提篮桥公安分局讯问。欧立夫到了分局值班室后不配合调查，掀翻办公桌、砸毁办公用具，对阻止其的干警拳打脚踢。分局向上海市公安局长李士英和陈毅市长报告后拘捕了欧立夫。欧立夫后承认错误，并在公安机关要求下赔偿毁坏的公私财物，并做出书面检查，于7月9日和10日在《解放日报》刊登。”《解放日报》同时发表发了题为《警告美帝国主义者》的短评：“在人民政权下，帝国主义任何挑衅行为，均将受到应有的处罚！一切帝国主义的侵略分子，必须从中国滚出去！一切帝国主义的侵略势力，必须从中国肃清！一切外侨必须严格遵守人民政府的法令！我们在此特别警告美国帝国主义者，你们必须立即放弃任何挑衅行为，否则必将自食其果。”

### 新浪微博帳號封殺事件
2011年起，美国驻上海总领事馆与驻港总领事馆在新浪微博上非常活跃。2012年7月12日下午，美国驻上海总领馆通过其官方腾讯微博发表声明，称该日早间发现其新浪微博的账号无法运行，“我们正在试图搞清楚为什么会发生这样的状况。我们希望可以尽快恢复我们在新浪微博的正常营运。”总领馆发言人贝婉（Wylita Bell）在接受美联社采访时表示，依然在寻找新浪微博无法运行的原因，并希望能尽快恢复。

### 轿车冲撞事件
2015年2月12日21时43分，一辆黑色丰田轿车（车牌号：闽EBX537）沿乌鲁木齐南路自北向南行驶，突然右转撞击美国驻上海总领事馆护栏后停车，致一名执勤武警受轻伤。肇事司机被警方接受调查。其事件肇事人名叫刘道杰，福建省三明市建宁县人。肇事者被排除酒驾、毒驾的可能。。

## 邻近建筑
- 伊朗驻上海总领事馆
- 上海乌南幼儿园